# 공손술
공손술(公孫述, ? ~ 36년)은 중국 양한교체기 시기의 군웅으로, 자는 자양(子陽)이며 우부풍 무릉현(지금의 싱핑시) 사람이다. 촉 지방에서 성가의 황제를 자칭했으나, 후에 광무제 세력에 의해 평정된다.
본래 전한, 신나라의 관리였으나, 후에 청두(成都)에서 병사를 일으켜 파촉을 평정하고, 25년에 천자(天子)를 자칭하고 국호를 성가(成家) 또는 성(成)이라고 하였다. 신나라 안은 군웅들이 할거하고 있었는데 , 장안에 적미(赤眉), 농서에 외효, 하서(河西)에 공손술(公孫述), 수양(睢陽)에 유영, 여강에 이헌, 임치에는 장보 등이 막강한 영향력을 지녔다.
유수가 광무제로 즉위한 후, 벽지인 진(秦)땅에 웅거하는 외효(隗囂)와 역시 산간 오지인 촉(蜀)땅의 성도(成都)에 거점을 둔 공손술(公孫述)만은 항복해 오지 않았다. 중신들은 계속 이 두 반군의 토벌을 진언했다. 광무제에게 멸망하였다.

## 생애

### 청년기
아버지 공손인(公孫仁)이 애제 시절 고위 관료였기 때문에 낭으로 임용되었다.
공손인이 하남도위가 되면서 술도 천수군의 청수현장이 되었다. 아직 젊었기에 공손인이 자기 수하를 보내 수행하게 했으나, 그는 한 달여 만에 돌아와서 가르칠 것이 없다 했다. 태수에게 능력을 인정받아 다섯 현의 정사를 맡으며 좋은 평가를 받았다. 신나라가 세워지고서는 도강졸정을 맡아 (기존 촉군의 치소 성도현이 아니라) 임공현(지금의 충라이시)에서 정사를 보며 역시 명성을 얻었다.

### 자립
23년, 경시제가 한나라 부흥을 외치자 남양군 사람 종성과 홍농군 상현 사람인 왕잠이 이에 호응해 익주에서 일어났다. 종성은 한중을 침략했고, 왕잠은 광한군 낙현에서 거병해 용부목을 죽였다. 공손술은 이 소식을 듣고 종성 등을 성도로 불러들였고, 이들이 약탈하자 치고자 했다. 우선 호걸들을 모아 자신과 협력하게 하고, 가짜 한나라 사절을 만들어 그에게서 임시로 보한장군·촉군태수·익주목으로 임명되었다. 그리고 정병 천여 명을 모아 마침내 성도에서 종성 등을 대파하니, 종성의 수하 원부(垣副)가 종성을 죽였고, 남은 종성의 세력을 데리고 공손술에게 투항했다.
24년 가을, 경시제가 주공후 이보와 익주자사 장충에게 군대를 주어 익주로 보냈다. 공손술은 자립할 뜻을 품고 아우 공손회에게 이들을 치게 하니 이보와 장충은 패주했다. 이로 인해 익주에서 공손술은 위세를 떨쳤고, 공조 이웅의 주장을 받아들여 촉나라 왕을 선포하고 서울은 (자신이 도강졸정 시절절 사용한 치소 임공이 아닌) 성도에 두었다. 이웅은 더 나아가 황제가 되어 천하를 손에 넣을 것을 권했는데, 공손술은 누군가 “팔사자손, 십이위기(八厶子孫, 十二爲期)”라고 외치는 꿈을 꾸었고 아내와 상의했다. “비록 고귀해지더라도 짧게라면, 어떨까요?” (팔사자손은 공손(公孫)의 파자다. 공손술이 황제가 된다면 12년뿐이라고 해석한 것이다.) 아내는 답했다. “아침에 도를 들으면 저녁에 죽더라도 가하다는데, 하물며 12년이라니요!”
이에 25년 4월, 천자가 되어 국호는 성가라 하고, 흰색을 숭상했다. 연호는 용흥으로 정했다. 이웅을 대사도로, 아우 광을 대사마로, 회를 대사공으로 임명했다. 익주를 사례교위로 고치고, 촉군은 성도윤이라 했다. (사례교위와 윤은 모두 수도권 지역을 담당하는 직책이다.) 남쪽 월수군의 임귀가 신나라의 대윤을 죽이고 와 투항했고, 이웅의 전략에 따라 북쪽 경계를 한중군 남정현으로 삼아 장군 후단에게 지키게 하고, 장군 임만을 강주로 보내 동쪽 경계는 한관(扞關)을 의지해 지키게 했다. 이렇게 모든 익주를 성나라의 영토로 삼았다.

### 성-후한 전쟁
경시제가 패망한 이후, 혼란상태에 빠진 관중에서 여유 등 많은 사람들이 성나라로 귀순해 왔고, 공손술은 장군 이육(李育), 정오(程烏)를 보내 여유와 함께 관중으로 진출하려 했다. 그러나 여유와 이육은 27년 후한의 정서대장군 풍이와 진창에서 싸워 져, 한중으로 달아났다. 29년, 형주의 군웅 진풍이 멸망하면서 그에게 의탁하고 있던 군웅 연잠과 전융의 귀순을 받아들였다.
30년, 전융과 임만에게 저와 이릉 사이까지 진격해 형주로 진출하게 했으나 이는 잘 되지 않았다.
31년, 외효의 투항을 받았다.
32년, 외효를 구원했으나 참패했다.
33년, 전융, 임만, 남군태수 정범이 후한의 풍준 등을 무찌르고 무, 이릉, 이도를 함락해 형문까지 진격했다.
35년, 형주군이 후한의 오한과 잠팽에게 참패해, 임만은 장군 왕정에게 목이 잘려 후한에 팔렸고 전융은 강주까지 후퇴, 그간 얻은 점령지를 내준 것은 물론 강주 앞까지 모조리 후한에 빼앗겼다. 이후에도 신출귀몰하는 잠팽에게 익주 곳곳이 유린당하며 고통받았으나, 광무제의 투항 요구를 받아들이지 않고, 내흡과 잠팽을 모두 암살하는 데 성공했다.

### 죽음
36년, 아우 공손회와 사위 사흥(史興)이 오한과 장궁에게 격파돼 전사했다. 그럼에도 광무제는 내흡과 잠팽을 죽인 것도 용서해주겠다며 투항을 권했으나, 공손술은 받아들이지 않았다. 9월에는 대사도 사풍과 집금오 원길(袁吉)도 오한에게 죽고 성도가 직접 공격받기 시작했다. 그러나 연잠의 계책을 받아들여 오한 군을 기습해 대파했다. 11월, 다시 장궁의 공격을 받자, 자신은 오한을, 연잠이 장궁을 맡아 반격했다. 그러나 이 전투에서 부상을 입고 연잠에게 모든 것을 맡기고 죽었다.

## 같이 보기
- 바이디성

1. ↑  정식 왕조로 인정되지 않음